# Nissan R382
Chronologie des modèles (1969)
Nissan R381 Nissan R383
La Nissan R382 est une voiture de course construite en 1969 par Nissan pour courir au Japon. Construit pour le Groupe 7, la voiture utilise le premier moteur V12 de Nissan. Elle prit la succession de la Nissan R381 qui gagna le grand prix l'année précédente.

## Développement

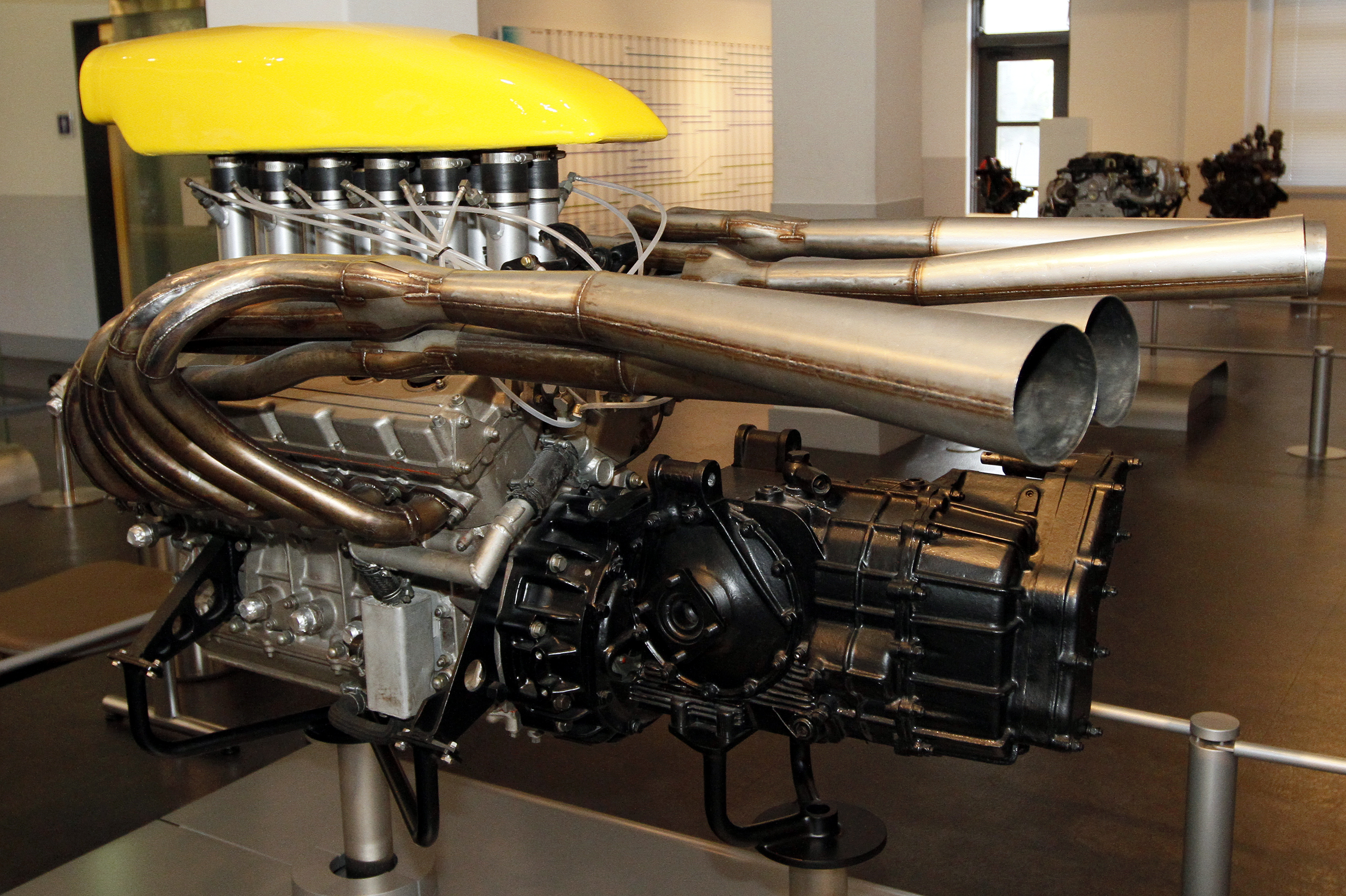
Un V12 GRX-III.

Alors que la précédente Nissan R381 a démontré ses capacités en termes d'aérodynamique et de fiabilité, la voiture a été incapable d'utiliser le moteur V12 prévu à l'origine que Prince était en train de construire pour Nissan. Le V12 étant achevé peu après la victoire de la R381 au Japon, Nissan décide de développer une nouvelle voiture pour emporter le moteur V12, maintenant nommé GRX-3.
La carrosserie ouverte de la nouvelle R382 ne partage rien avec la R381. L'ancienne face avant arrondie de la R381 est remplacée par une version plus large et rectangulaire tandis que les ailerons réglables à l’arrière sont supprimés après leur interdiction par la Fédération internationale de l'automobile. Pour les remplacer, un aileron intégré à la carrosserie est conçu ; il intègre aussi les ailes arrière et accueille le radiateur. 
Une grande entrée d'air a également été placée sur le dessus du moteur pour mieux l'alimenter.

## Histoire en course

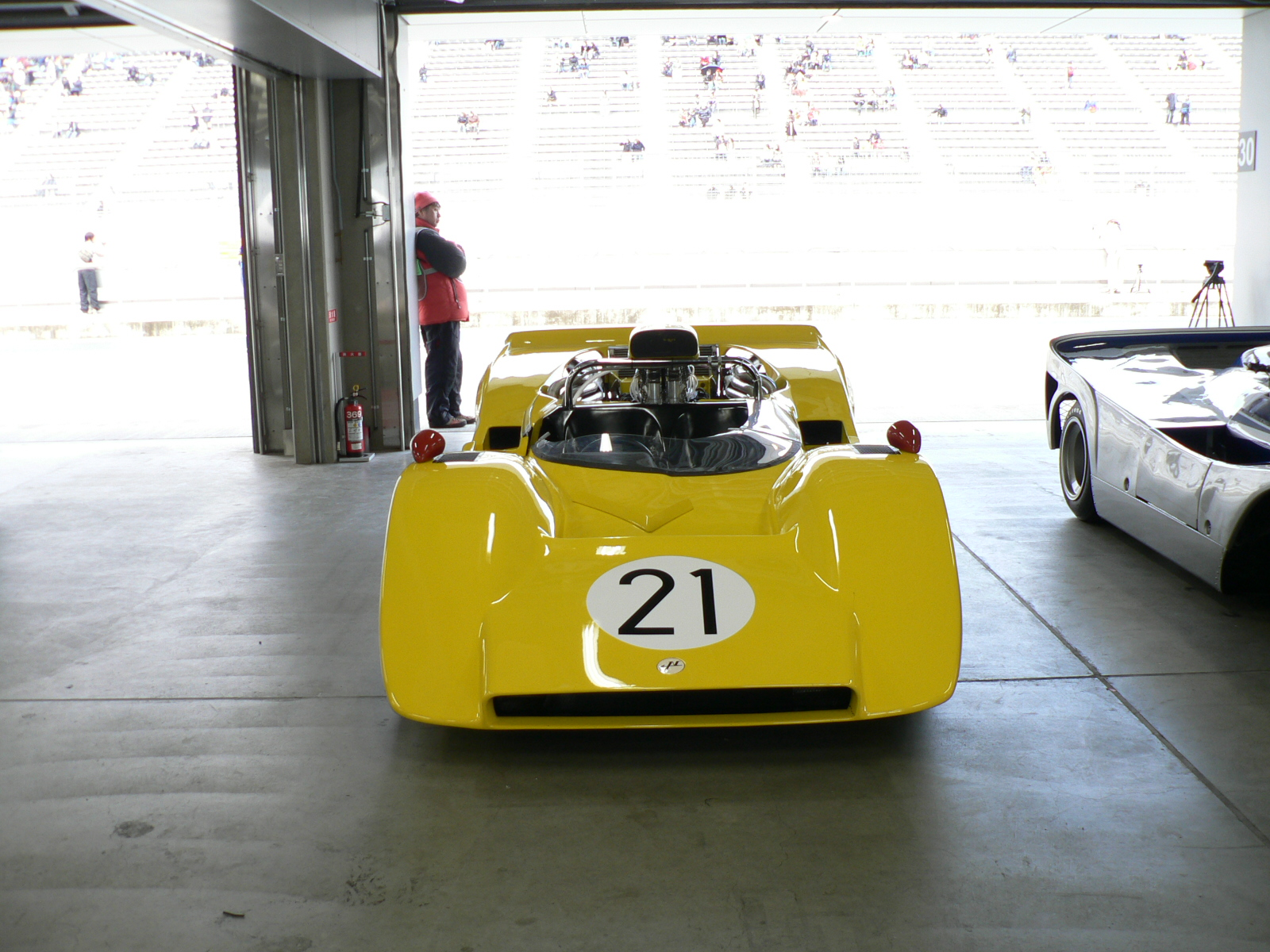
Une R382 en exhibition en 2006.

Pour le Grand Prix automobile du Japon 1969, Nissan doit se battre contre une concurrence plus féroce que jamais car l'usine Porsche a décidé d'engager une de leurs nouvelles Porsche 917K avec le tandem Joseph Siffert et David Piper aux commandes. Diverses autres Porsche sont également engagées. Toyota continue le développement de sa 7 tandis que Isuzu participe pour la première fois avec sa R7-Chevrolet.
Avec trois R382 engagées, Nissan domine la compétition en prenant les deux premières places après seulement 320 miles. Motoharu Kurosawa et le vainqueur de l'année précédente Yoshikazu Sunako partagent la voiture gagnante qui termine avec un tour d'avance sur la Toyota 7, troisième.
En 2004, Nismo restaure une R382 pour l'exposer aux côtés des autres voitures de la série R380 sur de nombreux événements historiques.